# Paul Gillet (1874-1971)
Pour les autres membres de la famille, voir Famille Gillet.
Ne doit pas être confondu avec Paul Gillet.
Marie François Paul Gillet, né le 21 octobre 1874 à Lyon (Rhône) et mort le 27 octobre 1971 dans le 7e arrondissement de Paris, est un banquier, administrateur de sociétés et collectionneur d'art français.

## Biographie
Il est le fils de Joseph Gillet (1843-1923), industriel lyonnais, et de Mathilde Perrin (1845-1908). Il se maria en 1901 avec Marguerite Blanchet (nièce de Victor Blanchet).
Il poursuivit avec ses frères, après la mort de son père, l'œuvre de développement industriel du Groupe Gillet. Edmond Gillet (1873-1931) s'occupa principalement des textiles artificiels, Charles Gillet (1879-1972) de la teinture et de l'impression, lui de la chimie.
Il fut président de Progil et administrateur de Pechiney. Il fut conseiller de la succursale de la Banque de France à Lyon.
En 1928, Paul Gillet se fait construire la villa Isola Serena à Cannes, labellisée « Patrimoine du XXe siècle ». Son architecte est Georges-Henri Pingusson.